# 荒木敏明
荒木敏明（日语：／ Araki Toshiaki，1942年5月31日—），日本退役男子击剑运动员。他曾参加1964年夏季奥运会重剑比赛，还曾获得1978年亚洲运动会男子重剑个人金牌。